# Denis Savard
Pour les articles homonymes, voir Savard.
Temple de la renommée : 2000
Denis Joseph Savard (4 février 1961 à Pointe-Gatineau, Québec, Canada) est un joueur de hockey sur glace qui a joué dans la Ligue nationale de hockey de 1980 à 1997.

## Carrière
Denis Savard est sélectionné lors du repêchage d'entrée dans la LNH 1980 au 1er tour, 3e au total par les Black Hawks de Chicago. Il joue son premier match 6 octobre 1980 contre Buffalo et se fait remarquer avec en marquant 3 aides. Il finit cette première saison avec 75 points, un record d'équipe alors pour une recrue. Le 12 janvier 1986, lors du troisième tiers-temps contre Hartford, il marque après 4 secondes le but le plus rapide inscrit dans un début de période. De 1981 à 1988, il marque plus de 100 points à 5 reprises.
Le 29 juin 1990, il est échangé avec un 2e choix de repêchage  en retour de Chris Chelios aux Canadiens de Montréal avec lesquels il remporte la Coupe Stanley en 1993.
Devenu agent libre, il signe un contrat durant l'été avec le Lightning de Tampa Bay. Le 6 avril 1995, lors d'un échange, il fait un retour avec les Blackhawks.
Denis Savard prend sa retraite officiellement le 26 juin 1997. En 1 196 parties dans la LNH, Savard marque 473 buts et récolté 865 aides, pour 1 338 points.

## Statistiques
| Saison     | Équipe                 | Ligue      |       | Saison régulière | Saison régulière | Saison régulière | Saison régulière | Saison régulière |    | Séries éliminatoires | Séries éliminatoires | Séries éliminatoires | Séries éliminatoires | Séries éliminatoires |
| Saison     | Équipe                 | Ligue      | PJ    | B                | A                | Pts              | Pun              | PJ               | B  | A                    | Pts                  | Pun                  |                      |                      |
| 1977-1978  | Juniors de Montréal    | LHJMQ      | 72    | 37               | 79               | 116              | 22               | -                | -  | -                    | -                    | -                    |                      |                      |
| 1978-1979  | Juniors de Montréal    | LHJMQ      | 70    | 46               | 112              | 158              | 88               | 11               | 5  | 6                    | 11                   | 46                   |                      |                      |
| 1979-1980  | Juniors de Montréal    | LHJMQ      | 72    | 63               | 118              | 181              | 93               | 10               | 7  | 16                   | 23                   | 8                    |                      |                      |
| 1980-1981  | Black Hawks de Chicago | LNH        | 76    | 28               | 47               | 75               | 47               | 3                | 0  | 0                    | 0                    | 0                    |                      |                      |
| 1981-1982  | Black Hawks de Chicago | LNH        | 80    | 32               | 87               | 119              | 82               | 15               | 11 | 7                    | 18                   | 52                   |                      |                      |
| 1982-1983  | Black Hawks de Chicago | LNH        | 78    | 35               | 86               | 121              | 99               | 13               | 8  | 9                    | 17                   | 22                   |                      |                      |
| 1983-1984  | Black Hawks de Chicago | LNH        | 75    | 37               | 57               | 94               | 71               | 5                | 1  | 3                    | 4                    | 9                    |                      |                      |
| 1984-1985  | Black Hawks de Chicago | LNH        | 79    | 38               | 67               | 105              | 56               | 15               | 9  | 20                   | 29                   | 20                   |                      |                      |
| 1985-1986  | Black Hawks de Chicago | LNH        | 80    | 47               | 69               | 116              | 111              | 3                | 4  | 1                    | 5                    | 6                    |                      |                      |
| 1986-1987  | Blackhawks de Chicago  | LNH        | 70    | 40               | 50               | 90               | 108              | 4                | 1  | 0                    | 1                    | 12                   |                      |                      |
| 1987-1988  | Blackhawks de Chicago  | LNH        | 80    | 44               | 87               | 131              | 95               | 5                | 4  | 3                    | 7                    | 17                   |                      |                      |
| 1988-1989  | Blackhawks de Chicago  | LNH        | 58    | 23               | 59               | 82               | 110              | 16               | 8  | 11                   | 19                   | 10                   |                      |                      |
| 1989-1990  | Blackhawks de Chicago  | LNH        | 60    | 27               | 53               | 80               | 56               | 20               | 7  | 15                   | 22                   | 41                   |                      |                      |
| 1990-1991  | Canadiens de Montréal  | LNH        | 70    | 28               | 31               | 59               | 52               | 13               | 2  | 11                   | 13                   | 35                   |                      |                      |
| 1991-1992  | Canadiens de Montréal  | LNH        | 77    | 28               | 42               | 70               | 73               | 11               | 3  | 9                    | 12                   | 8                    |                      |                      |
| 1992-1993  | Canadiens de Montréal  | LNH        | 63    | 16               | 34               | 50               | 90               | 14               | 0  | 5                    | 5                    | 4                    |                      |                      |
| 1993-1994  | Lightning de Tampa Bay | LNH        | 74    | 18               | 28               | 46               | 106              | -                | -  | -                    | -                    | -                    |                      |                      |
| 1994-1995  | Lightning de Tampa Bay | LNH        | 31    | 6                | 11               | 17               | 10               | -                | -  | -                    | -                    | -                    |                      |                      |
| 1994-1995  | Blackhawks de Chicago  | LNH        | 12    | 4                | 4                | 8                | 8                | 16               | 7  | 11                   | 18                   | 10                   |                      |                      |
| 1995-1996  | Blackhawks de Chicago  | LNH        | 69    | 13               | 35               | 48               | 102              | 10               | 1  | 2                    | 3                    | 8                    |                      |                      |
| 1996-1997  | Blackhawks de Chicago  | LNH        | 64    | 9                | 18               | 27               | 60               | 6                | 0  | 2                    | 2                    | 2                    |                      |                      |
| Totaux LNH | Totaux LNH             | Totaux LNH | 1 196 | 473              | 865              | 1 338            | 1 336            | 169              | 66 | 109                  | 175                  | 256                  |                      |                      |

## Reconnaissance
Il est reconnu pour la manœuvre appelée « Spin-o-rama », qui consiste à faire un tour complet sur soi-même avec la rondelle dans le but de déjouer un joueur ou un gardien adverse. Cependant, le premier joueur à avoir inventé cette manœuvre est Doug Harvey et le nom a été donné par Danny Gallivan.
Le 19 mars 1998 l'organisation des Blackhawks de Chicago retire son numéro 18.
Le 13 novembre 2000, il est intronisé au Temple de la renommée du hockey.